# Maria Gommers
Maria Francisca Philomena "Mia" Gommers, född 26 september 1939 i Stein, är en före detta nederländsk friidrottare.
Gommers blev olympisk bronsmedaljör på 800 meter vid sommarspelen 1968 i Mexico City.